# Samostalnost (Osijek)
Samostalnost  je bio hrvatski tjedni list koji je izlazio u Osijeku.

## Povijest
Prvi broj izašao je 10. prosinca 1911. godine.